# Tasco

Localização de Tasco no departamento de Boyacá.

Tasco é um município no departamento de Boyacá, na Colômbia.